# Председнички избори у САД 1844.
Председнички избори у Сједињеним Америчким Државама 1844. били су 15. четворогодишњи председнички избори, одржани од петка, 1. новембра до среде, 4. децембра 1844. Демократа Џејмс К. Полк је победио Вига Хенрија Клеја у тесној утакмици окрећући се контроверзним питањима ропства и анексије Републике Тексас. Ово су једини избори на којима су оба кандидата главних странака у једном тренутку служила као председавајући Представничког дома, и први на којима оба кандидата у то време нису била на изабраној функцији.
Тежња председника Џона Тајлера за анексијом Тексаса поделила је обе главне странке. Анексија би географски проширила америчко ропство. Такође је ризиковао рат са Мексиком, док су Сједињене Државе биле укључене у осетљиве преговоре о поседу и границама са Великом Британијом, која је контролисала Канаду, око Орегона. Тако је анексија Тексаса представљала и унутрашње и спољнополитичке ризике. Обе главне странке имале су крила на северу и на југу, али могућност ширења ропства претила је секцијским поделом у свакој странци. Избачен од стране Виговске партије након што је ставио вето на кључне законе Вигова и због недостатка чврсте политичке базе, Тајлер се надао да ће искористити анексију Тексаса да освоји председничку функцију као независан или барем да има одлучујући про-тексашки утицај на изборе.
Рани лидер за демократску номинацију био је бивши председник Мартин ван Бјурен, али је његово одбијање анексије Тексаса оштетило његову кандидатуру. Противљење бившег председника Ендруа Џексона и већине јужњачких делегација, плус промена правила о номинацији која је посебно имала за циљ да га блокира, спречили су Ван Бјурена да освоји неопходне две трећине гласова делегата на Демократској националној конвенцији 1844. Конвенција је уместо тога изабрала Џејмса К. Полка, бившег гувернера Тенесија и председника. Био је први успешни тамни коњ за председника. Полк је трчао на платформи која прихвата популарну посвећеност експанзији, која се често назива Манифест Дестини. Тајлер је испао из трке и подржао Полка. Виговци су номиновали Хенрија Клеја, познатог, дугогодишњег партијског лидера који је био први фаворит, али који је упадљиво поколебао око анексије Тексаса. Иако јужњак из Кентакија и робовласник, Клеј је одлучио да се фокусира на ризике анексије, тврдећи да се томе лично не противи. Његови неспретни, узастопни покушаји да прилагоди и прецизира свој став о Тексасу збунили су и отуђили гласаче, у супротности са Полковом доследном јасноћом.
Полк је успешно повезао спор са Британијом око Орегона са питањем Тексаса. Демократски кандидат је тако ујединио северне експанзионисте против ропства, који су захтевали Орегон, са експанзионистима са југа про-ропства који су тражили Тексас. На националном народном гласању, Полк је победио Клеја са мање од 40.000 гласова, што је предност од 1,4%. Џејмс Г. Бирни из Либерти Партије против ропства освојио је 2,3% гласова. Као председник, Полк је завршио америчку анексију Тексаса, која је била непосредни узрок Мексичко-америчког рата.